# عمر جعرون
عمر جعرون (انگلیسی: Omar Jarun؛ زادهٔ ۱۰ دسامبر ۱۹۸۳) بازیکن سابق و مربی فوتبال اهل فلسطین است.
از باشگاه‌هایی که در آن بازی کرده است می‌توان به باشگاه فوتبال پوگون شچچین، باشگاه فوتبال شیکاگو فایر، باشگاه فوتبال ونکوور وایتکپس، و باشگاه فوتبال رویال شارلوا اشاره کرد.
وی همچنین در تیم ملی فوتبال فلسطین بازی کرده است.